# Puerto Gaviota
Puerto Gaviota es un caserío y caleta pesquera en la Isla Magdalena, Región de Aysén, en el sur de Chile. Se ubica en la parte suroeste de la isla en el punto de encuentro del canal Puyuhuapi con el canal Moraleda. 

## Historia
El pueblo surgió como consecuencia del auge de la merluza de los años 1980, como un conjunto de campamentos de pescadores artesanales que instalaban precarios ranchos de plástico para guardar materiales y pernoctar. Los pescadores provenían de distintas partes de Chile, principalmente de Puerto Cisnes, Puerto Montt, Valdivia, Chiloé, incluso de Coquimbo. Los pescadores trabajaban durante 3 o 4 meses de manera intensa en las islas y fiordos de la zona, pero con el pasar de los años los únicos asentamientos que finalmente se convirtieron en algo más, fueron Puerto Gala y Puerto Gaviota, gracias a gestiones gubernamentales y principalmente gracias al sacerdote italiano Antonio Ronchi, impulsor de generar instalaciones mínimas, tales como escuelas, consultorios y pasarelas.
Algunos de los primeros colonos llegaron escapando de la persecución de la dictadura militar de Pinochet ya que carecían de los recursos para escapar al extranjero. Otros primeros colonos eran delincuentes que temían la tortura o la muerte por parte de las autoridades.
Al desatarse el auge de la merluza, los pescadores artesanales de Puerto Gaviota y Puerto Gala entraron en conflicto con la pesca industrial. La sobreexplotación llevó finalmente al gobierno a prohibir la pesca del bacalao. La prohibición provocó el desempleo y el regreso a Chile continental de algunos colonos.
En 2002, el pueblo tenía una población de 117 habitantes, 80 hombres y 37 mujeres, para 2017, la población se había reducido a 65, 49 hombres y 16 mujeres. 

## Accesibilidad
Puerto Gaviota no está conectada por vía terrestre, solo es posible acceder vía marítima a través de transbordador de Naviera Austral desde Quellón (16 horas), Puerto Cisnes (2,5 horas) y Puerto Chacabuco (6 horas).